# 主教座堂山 (班贝格)

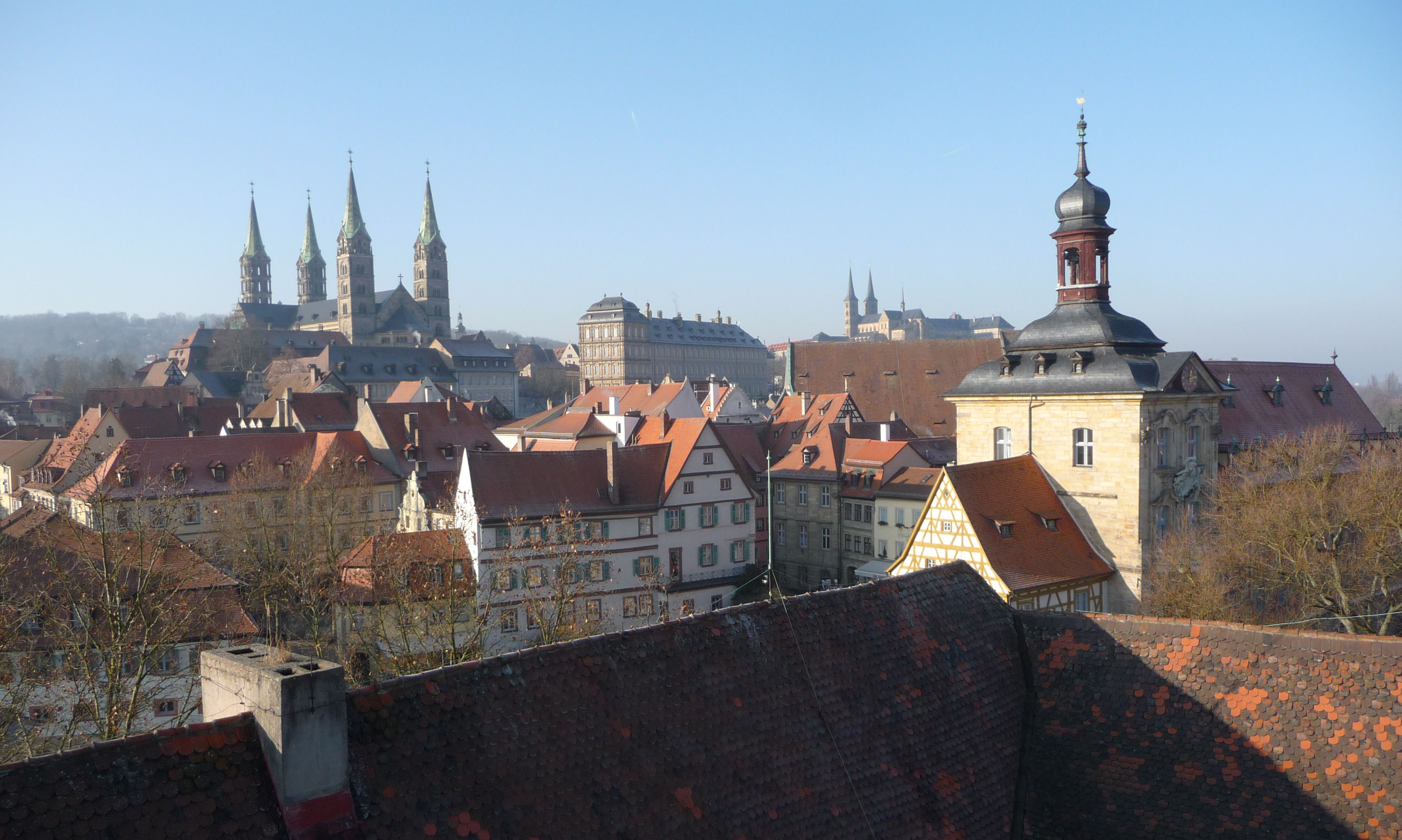
班贝格主教座堂、新宫殿和老市政厅

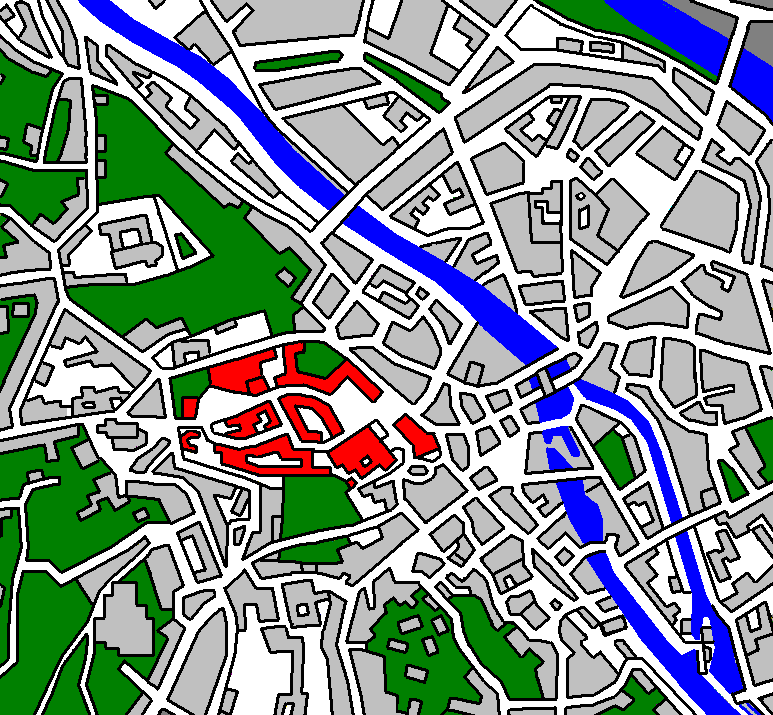
位置

主教座堂山（Domberg）是班贝格的历史中心，拥有数座重要的历史建筑。

## 历史
主教座堂山是班贝格七座山中最著名的一座，也是该市最早有人居住的部分。在3000年前的青铜器时代，在山上已经有定居点。

## 广场

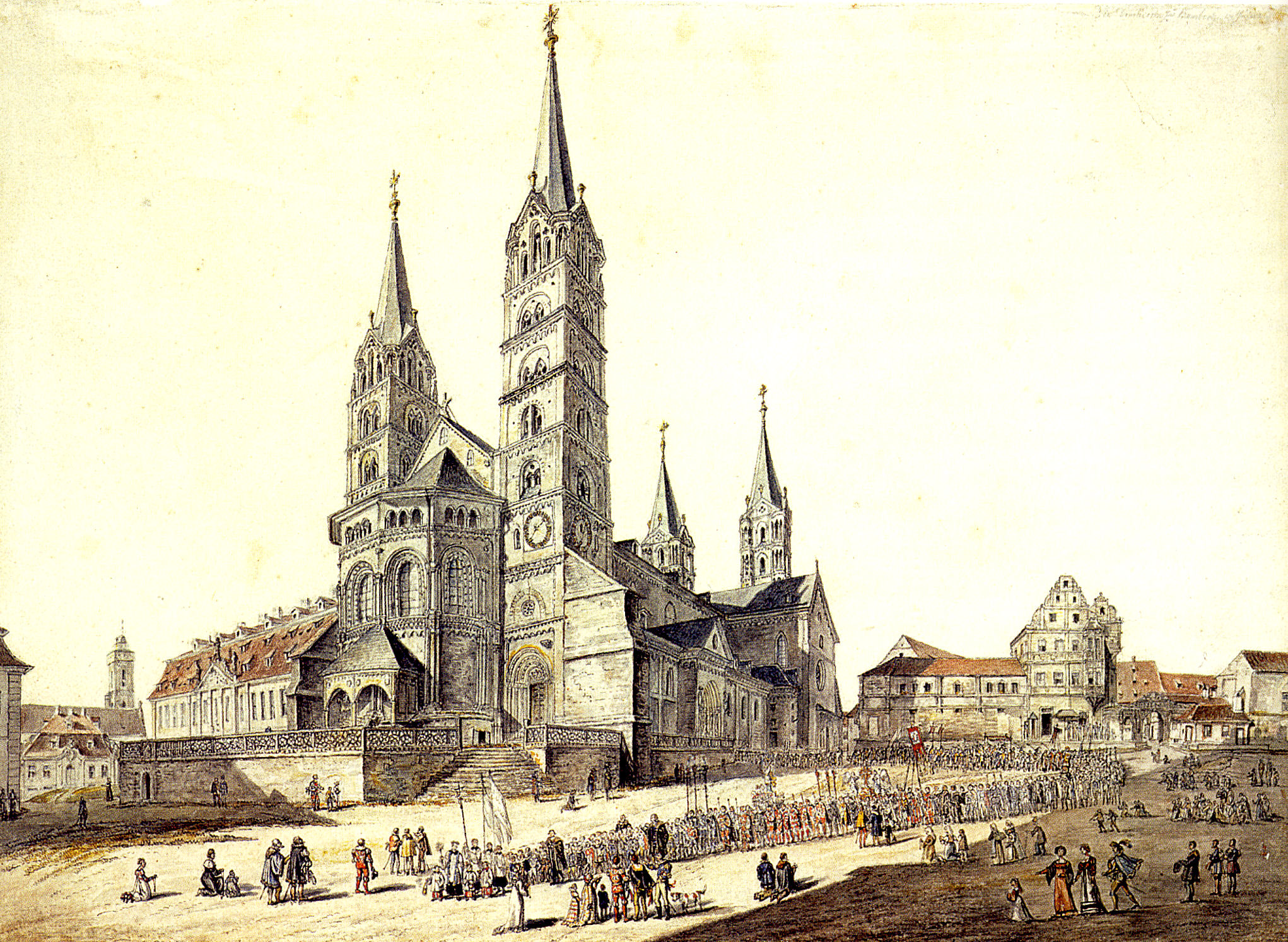
班贝格主教座堂和部分广场，1819年

在主教座堂广场汇集了四种建筑风格：
1. 主教座堂：罗曼式和哥特式
2. 老宫殿：文艺复兴
3. 新宫殿：巴洛克

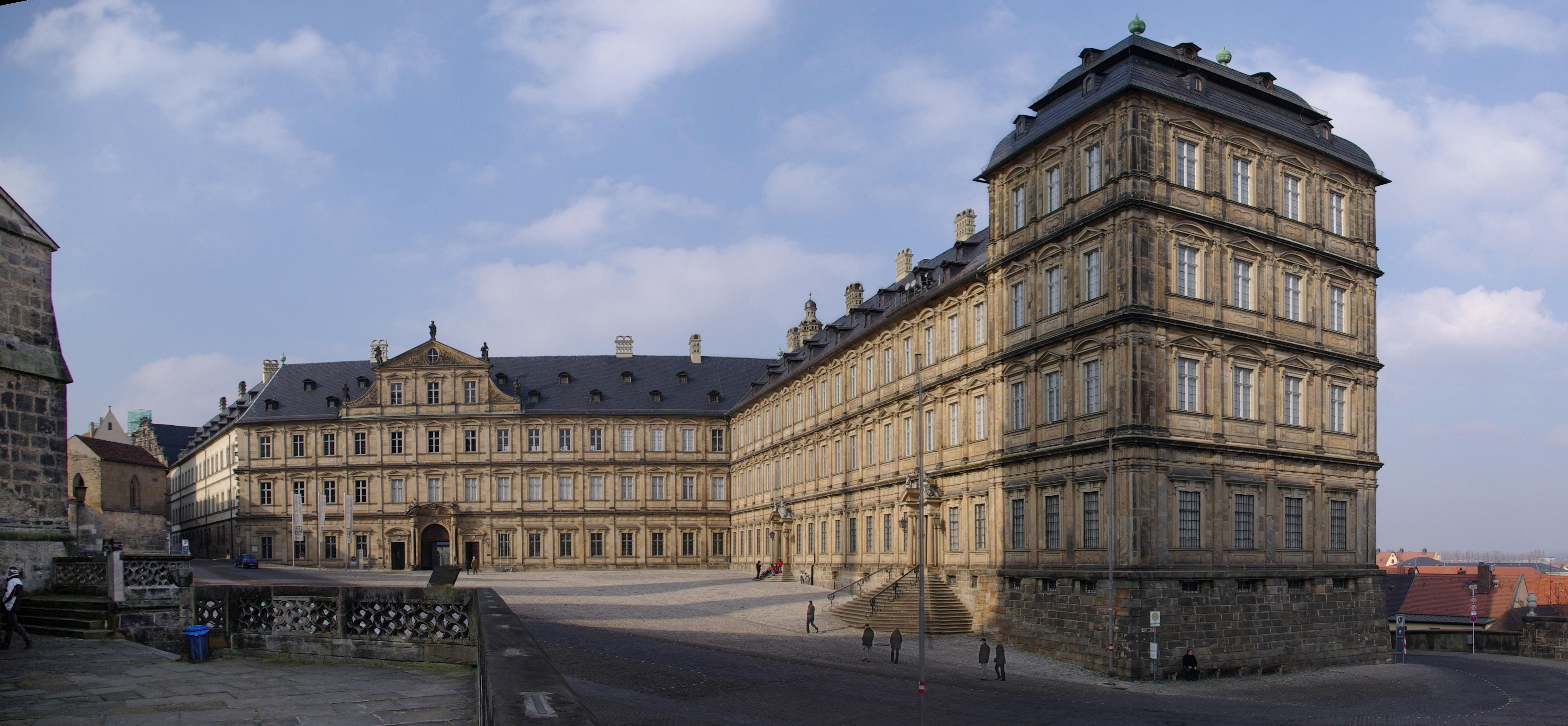
新宫殿
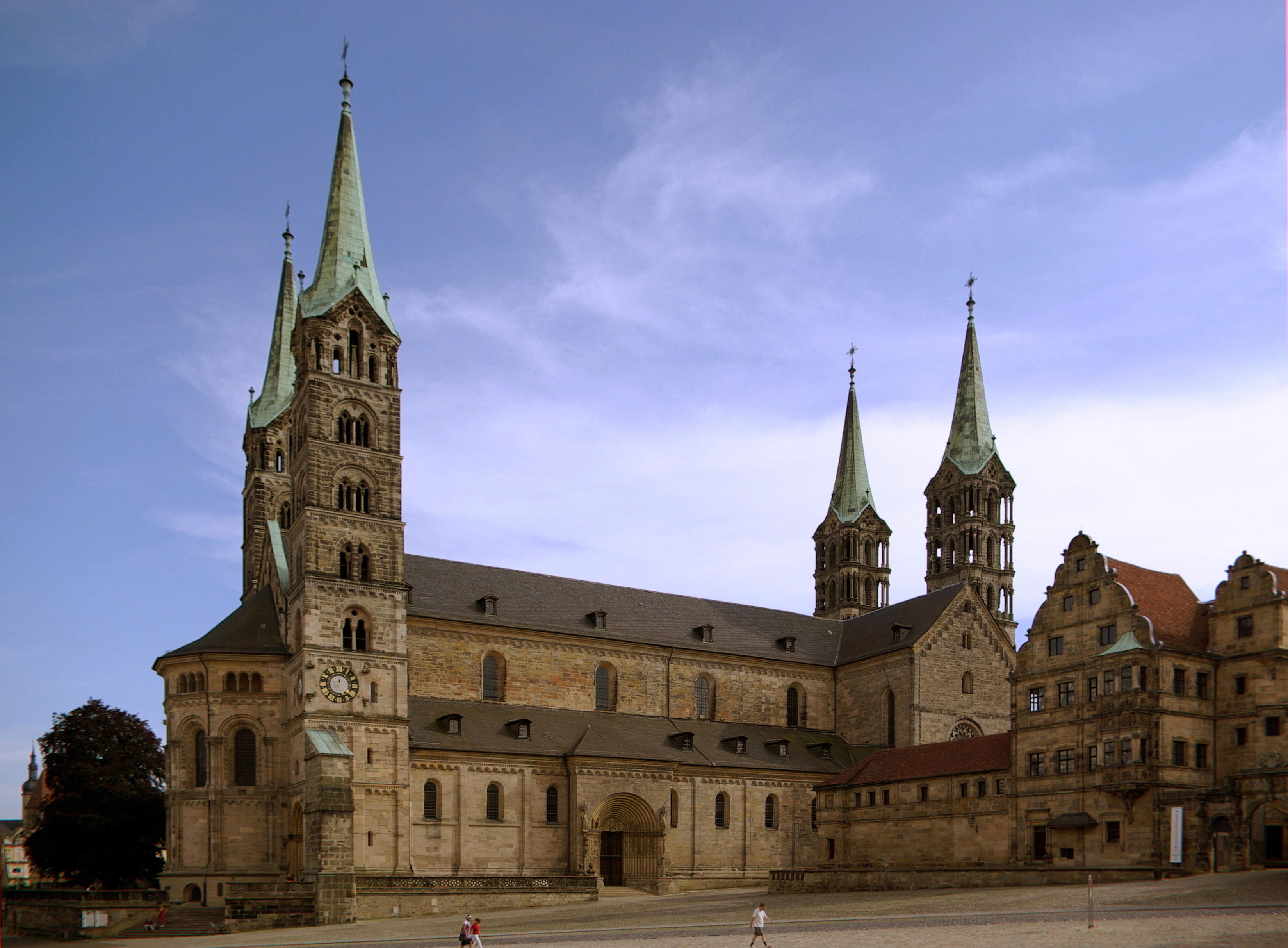
主教座堂
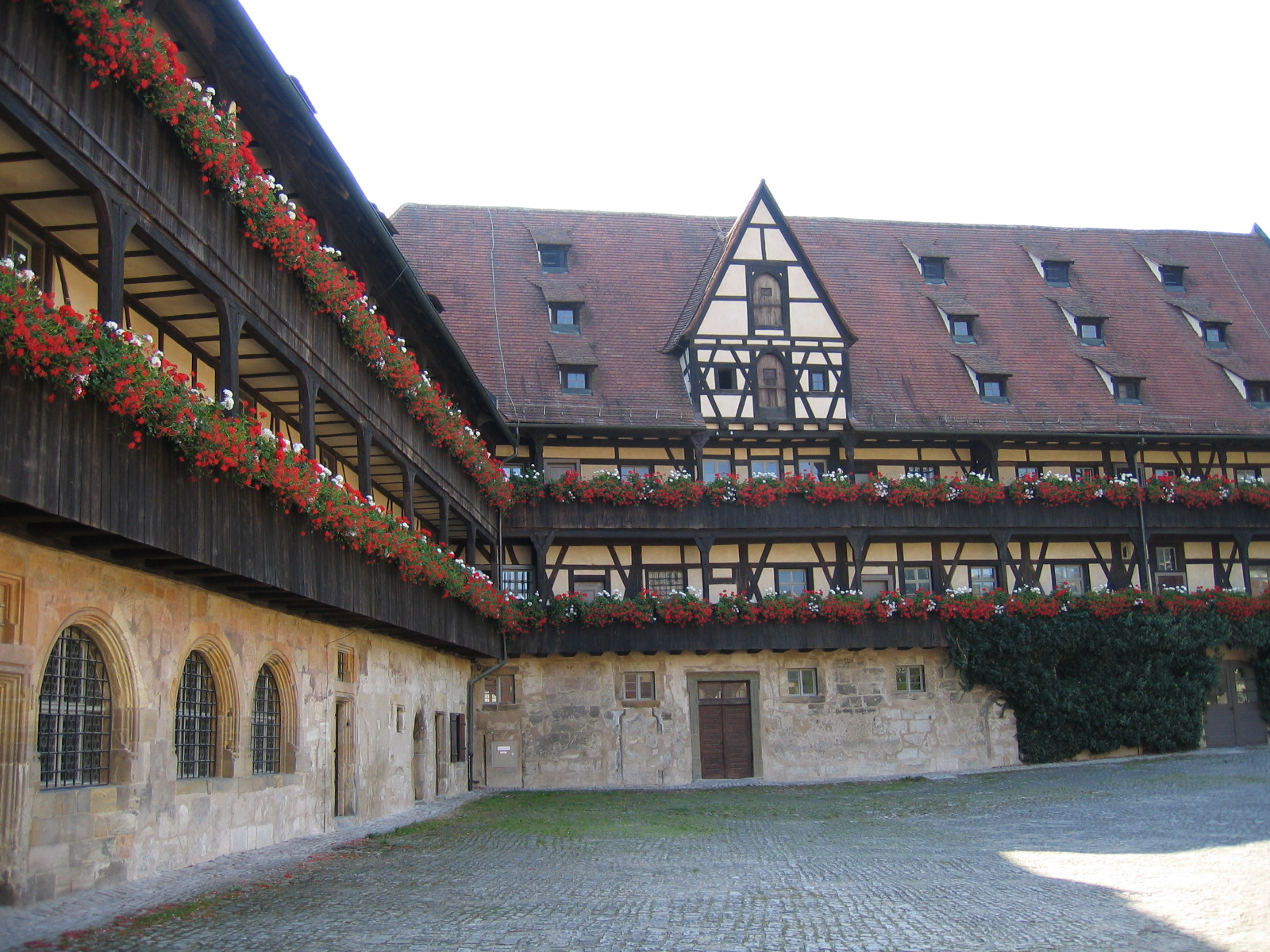
老宫殿

## 建筑物

### 主教座堂
圣伯多禄圣乔治主教座堂是班贝格老城的主要建筑，拥有四座钟楼。这里还有阿尔卑斯山以北唯一的教宗陵墓。

### 神父住宅
广场周边均为班贝格教区的神父们和其他要人的住所：
- 主教座堂广场1号（Curia Sti. Hippolyti）；主教座堂广场2号（Curia Stm. Sebastiani et Fabiani）；主教座堂广场3号（Curia St.. Laurentii）；主教座堂广场4号
- 主教座堂街2号（Curia Sti. Basii）；主教座堂街3号（Curia Stm. Mariae et Chunegundis）；主教座堂街5号（Curia St. Lamperti）;主教座堂街7号（Curia Stae. Elisabethae）；主教座堂街9号（Curia Stm. Johannis et Pauli.）;主教座堂街11号
- 上卡洛琳街1号（Curia Schönborniana）；上卡洛琳街2号;上卡洛琳街4号（Curia Stm. Philipp et Jacobi.）；上卡洛琳街5号（Curia Sti. Pauli），即总主教宫；上卡洛琳街3号 （Curia Sti. Sebastiani）

### 老宫殿
老宫殿（主教座堂广场7号）过去是办公室，图书馆和会议厅，设有班贝格历史博物馆。

### 新宫殿
新宫殿（主教座堂广场8号）曾是班贝格采邑主教的驻地，现在设有巴伐利亚州立图书馆和美术馆。从新宫殿的玫瑰园（Rosengarten）可以眺望圣弥额尔教堂和民居的屋顶。

### 总主教宫
班贝格总主教的府邸（上卡洛琳街5号）是天主教班贝格总教区的总部，该总主教负责监管天主教艾希施泰特教区、天主教施派尔教区和天主教维尔茨堡教区。

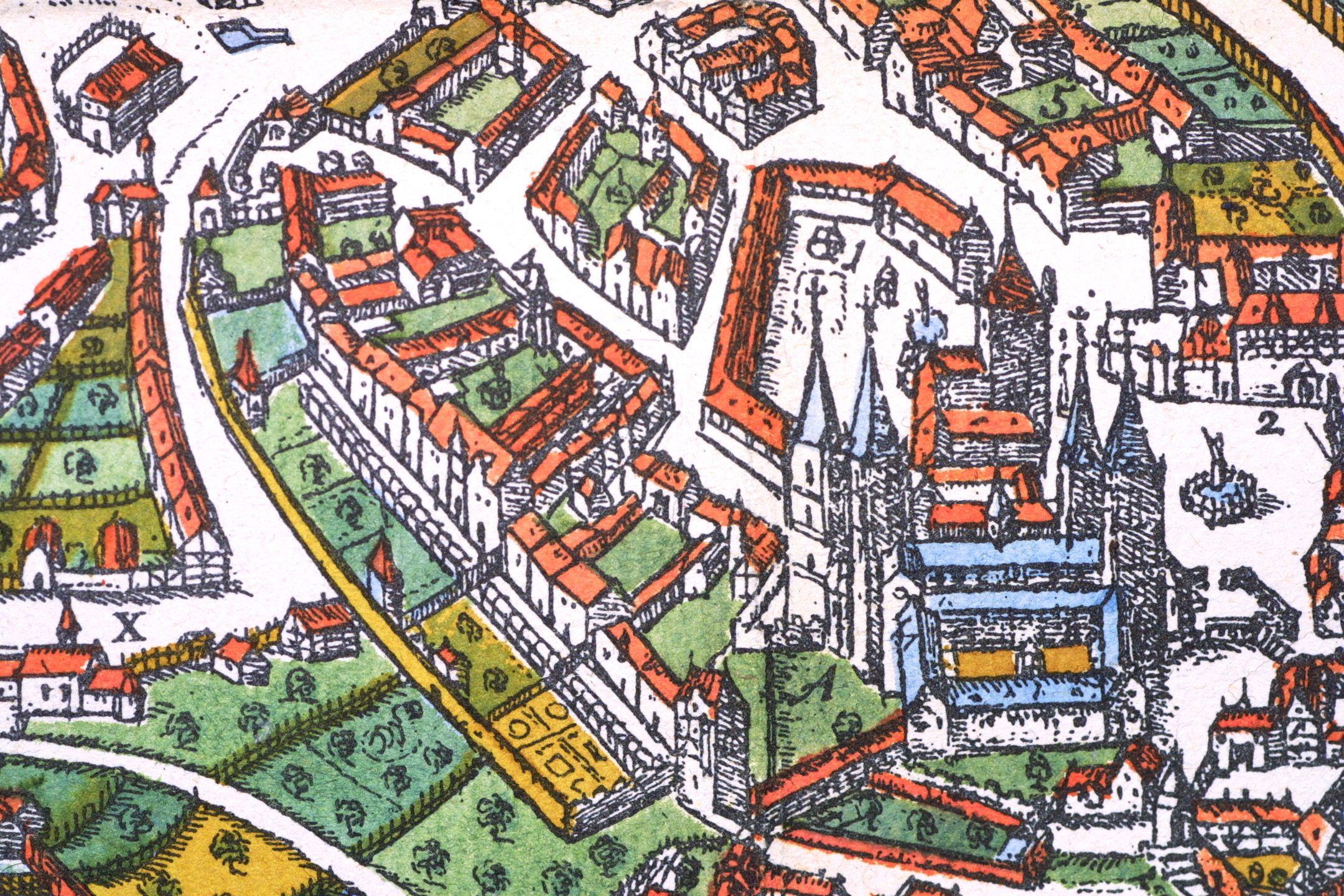